# Завалье (Кировоградская область)
Зава́лье (укр. Завалля) — посёлок, центр Завальевской поселковой общины Голованевского района Кировоградской области Украины.

## История
В 1462 году поселение впервые упоминается в письменных источниках.
В феврале 1918 года в селе был избран Совет крестьянских депутатов и установлена Советская власть.
В 1922 году было создано товарищество по совместной обработке земли.
В 1929 году жители объединились в две сельскохозяйственные артели, на базе которых позднее был создан колхоз.
В ходе Великой Отечественной войны с 31 июля 1941 до 13 марта 1944 года село находилось под немецкой оккупацией.
В 1957 году Завалье получило статус посёлка городского типа.
В январе 1959 года численность населения составляла 4653 человека.
По состоянию на начало 1972 года численность населения составляла 5800 человек, здесь действовали графитовый комбинат (производственной мощностью 40 тыс. тонн графита в год), отдел свеклосовхоза, передвижная механизированная колонна треста «Кировоградсельстрой», кирпичный завод, полигон железобетонных изделий, средняя школа, школа-интернат, Дворец культуры им. Гагарина (на 500 мест), больница на 75 коек, аптека, детский комбинат, детские ясли, 7 библиотек и клуб.
В январе 1989 года численность населения составляла 5802 человека.
По состоянию на 1 января 2013 года численность населения составляла 4896 человек.
До 2020 года посёлок входил в Гайворонский район